# Épistrophe et Schédios
Pour les articles homonymes, voir Épistrophe et Schédios.
Dans la mythologie grecque, Épistrophe (en grec ancien Ἐπίστροφος / Epistrophos) et Schédios (Σχεδίος / Skhedios), fils d'Iphitos, sont des meneurs achéens de la guerre de Troie.
Comptés parmi les prétendants d'Hélène, ils apparaissent dans le Catalogue des vaisseaux comme commandants des Phocidiens. Hygin en fait plutôt des commandants argiens et cite le nom de leur mère, Hippolyte.
Schédios meurt au combat, tué par Hector d'un coup de lance.